# 彼得·戈尔尼
彼得·戈尔尼（德語：Peter Gorny，1941年4月20日—），德国男子赛艇运动员。他曾代表东德参加世界赛艇锦标赛，获得一枚金牌。他也曾参加1964年和1968年夏季奥运会。